# Conophytum pium
Conophytum pium är en isörtsväxtart som beskrevs av Steven A. Hammer. Conophytum pium ingår i släktet Conophytum, och familjen isörtsväxter. Inga underarter finns listade i Catalogue of Life.